# Stefan Tomasz Kotromanić
Stefan Tomasz Kotromanić (ur. ?, zm. 10 lipca 1461 r.) – król Bośni z dynastii Kotromanowiczów, sprawujący władzę od 1443 r. Syn Stefana Ostoi nie wiadomo jednak z którego małżeństwa. Z pierwszego związku małżeńskiego zawartego z Vojačą miał syna Stefana Tomasza oraz dwóch synów zmarłych przedwcześnie. Z drugą żoną Katarzyną Kosačą miał syna Zygmunta i córkę Katarzynę, którzy po upadku Królestwa Bośni ulegli poturczeniu.

## Panowanie

### Początki panowania
Wybrany został władcą Bośni po bezpotomnej śmierci Tvrtka II w 1443 r. Wyboru tego nie zaakceptował ówczesny wojewoda Stefan Vukczić Kosacza, który poparł przeciw nowemu królowi jego brata Radivoja. Na początku 1444 r. Stefan Tomasz pokonał pretendenta do tronu, a następnie zajął Srebrenicę, znajdującą się w rękach tureckich, która na mocy prowadzonych układów między despotą serbskim Jerzym Brankoviciem a Turkami miała być zwrócona Serbom. Doprowadziło to do zawarcia przez Jerzego Brankovica antybośniackiego sojuszu ze Stefanem Vukcziciem oraz do wybuchu wojny. 

### Wojna domowa i wydzielenie się Hercegowiny
Próba doprowadzenia do kompromisu nie przyniosła żadnych skutków, w tym nawet zawarcie małżeństwa przez Stefana Vukczicia z córką Stefana Tomasza - Katarzyną w 1446 r. Wojna została zakończona w 1448 r. rozpadem Królestwa Bośni poprzez wydzielenie przez Stefana Vukczicia południowo-wschodniej części kraju której ogłosił się niezależnym władcą - hercegiem św. Sawy (stąd Hercegowina). W czasie konfliktu utracił również Srebrenicę na rzecz Serbii, z którą zawarł pokój w 1451 r. Wobec wzrostu zagrożenia ze strony Imperium Osmańskiego zawarł też pokój ze Stefanem Vukcziciem. 

### Szukanie sojuszników i I wyprawa turecka na Bośnię
Następnie starał się zawrzeć sojusz z Serbią i Hercegowiną skierowany przeciwko Turcji - bezskutecznie, wobec sprzecznych interesów tych państw. Zwrócił się o pomoc do wodza węgierskiego Jana Hunyadego, uzyskał też poparcie papieża Kaliksta III do którego udał się osobiście w 1455 r. oraz Wenecji. W 1456 r. Turcy zorganizowali wyprawę wojskową przeciw Bośni i Węgrom w czasie której udało się na krótko powstrzymać niebezpieczeństwo tureckie w wyniku bitwy pod Belgradem. Było to jednak zwycięstwo okupione dużymi stratami – zginął Jan Hunyady – główny sojusznik Stefana Tomasza. 

### II wyprawa turecka na Bośnię
W 1458 r. Turcy ponownie zaatakowali Bośnię a Stefan Tomasz nie uzyskał pomocy od nikogo ze sojuszników. Udało mu się jednak zażegnać konflikt poprzez zawarcie pokoju z Turcją na mocy którego Bośnia miała płacić wyższy haracz.

### Ostatnie lata panowania
Ponieważ nowy despota serbski Stefan V Ślepy współudział z wojskami turecki Stefan Tomasz zawarł sojusz z opozycjonistami serbskim. Doprowadził do ślubu swojego syna Stefana Tomaszewicza Kotromanowicza z córką zmarłego despoty Łazarza II i wprowadzić go na tron serbski (1459). Jednak zamiast wzmocnić to pozycję Bośni doprowadziło do eskalacji konfliktu bośniacko-tureckiego. Turcy zlikwidowali despotowinę, a działania Stefana Tomasza potępił król Węgier Maciej Korwin, którego ten jeszcze rok wcześniej uznał zwierzchnictwo. Zwrócił się więc o pomoc do papieża Piusa II o zorganizowanie krucjaty. Papież udzielił zgody na taką wyprawę, ale w zamian zażądał likwidacji patarenskiej cerkwi bośniackiej. Na przełomie 1460/1461 Stefan Tomasz podjął się jej likwidacji w wyniku część patarenów zbiegła do Hercegowiny. Fakt ten jednak nie wpłynął na polepszenie sytuacji politycznej Bośni, a wręcz przeciwnie podkopał autorytet króla w samej Bośni.

## Śmierć
Niedługo potem Stefan Tomasz zmarł w niewyjaśnionych okolicznościach. Podejrzewano zabójstwo inspirowane ze strony opozycji w samej Bośni na czele której stali jego brat Radivoj oraz syn Stefan Tomaszewicz lub ze strony węgierskiej bądź tureckiej.